# 八大藝術
八大藝術是對八種艺术的統稱。它包含：
- 舞蹈
- 音樂
- 繪畫
- 雕塑
- 建築
- 文學
- 戲劇
- 電影

在提到八大藝術時，人們往往目的放在想要引介不在此藝術之中之物，例如遊戲設計，有人指為第九藝術。而法國評論家Claude Beylie於1964年和評論家弗朗西斯·拉卡森於1971年指稱漫畫為第九藝術。